# جيمي كينغ (ممثل)
جيمي كينغ (بالإنجليزية: Jamie King)‏ هو ممثل بريطاني، ولد في 9 يوليو 1981 ببرستل في المملكة المتحدة.

## أعمال

### أفلام
- (2011) سمكري خياط جندي جاسوس
- (2014) السيد تيرنر[1][2]

### مسلسلات
- أسرة تيودور
- رجال ماد

## وصلات خارجية
- جيمي كينغ على موقع IMDb (الإنجليزية)
- جيمي كينغ على موقع قاعدة بيانات الأفلام العربية
- جيمي كينغ على موقع ألو سيني (الفرنسية)
- جيمي كينغ على موقع أول موفي (الإنجليزية)
- جيمي كينغ على موقع قاعدة بيانات الأفلام السويدية (السويدية)
- جيمي كينغ على موقع قاعدة بيانات الفيلم (الإنجليزية)
- جيمي كينغ على موقع كينوبويسك (الروسية)